# Alfred Schmalzer
Alfred Schmalzer (Bécs, 1912. október 28. – 1944. január 21.) olimpiai ezüstérmes osztrák kézilabdázó.
Részt vett az 1936. évi nyári olimpiai játékokon, amit Berlinben rendeztek. A kézilabdatornán játszott, és az osztrák válogatott tagjaként ezüstérmes lett.